# Coco König
Coco König, auch Helena Coco König (geboren um 1996 in Wien als Helena König) ist eine österreichisch-ungarische Schauspielerin.

## Leben
Coco König wurde als Tochter des österreichischen Unternehmers Peter König (Aufsichtsrat von Alukönigstahl) und der ungarischen, promovierten Kunsthistorikerin Barbara Czapolai-König in Wien geboren, wo sie auch aufwuchs. König besuchte zunächst das Theresianum in Wien, später das Lyceum Alpinum Zuoz in der Schweiz, im Mai 2014 schloss sie die Ausbildung mit dem International Baccalaureate ab. Ab Herbst 2015 studierte sie an der New York University Politik, Geschichte und Menschenrechte, für ihren Master zog sie nach London.
Erste Schauspielerfahrungen sammelte sie am Wiener Kindertheater, 2012 wirkte sie an Wiener Brut: Rasender Stillstand am Theater Club der Jungen Burg des Wiener Burgtheaters mit. Zu ihren Förderern zählte Luc Bondy, der sie in verschiedenen seiner Inszenierungen besetzte, unter anderem wirkte sie Mai 2012 im Rahmen der Wiener Festwochen an der Uraufführung von Peter Handkes Die schönen Tage von Aranjuez am Wiener Akademietheater mit. Im Frühjahr 2013 war sie in der Rolle der Flipote, Dienerin von Madame Pernelle, in Molières Tartuffe am Akademietheater zu sehen. Im Oktober 2013 spielte sie am Berliner Ensemble in Bondys Inszenierung von Ödön von Horváths Don Juan kommt aus dem Krieg. Anfang 2015 besetzte sie Bondy im Stück Iwanow am Théâtre National de l’Odéon in Paris.
Im September 2016 war sie am Salzburger Landestheater in Schillers Räuber in der Inszenierung von Matthias Hartmann in der Rolle der Amalia zu sehen, die Inszenierung wurde auf ServusTV übertragen. Die Produktion wurde im Oktober 2016 im Rahmen des Hamburger Theater Festivals am Schauspielhaus Hamburg gezeigt und im NDR übertragen, weitere Aufführungen folgten am Wiener Volkstheater.
2016 spielte Coco König an der Seite von Brian Cox die Hauptrolle im britisch-ungarischen Kinofilm The Carer. Regie führte der ungarische Regisseur János Edelényi, der sie am Berliner Ensemble entdeckte. König verkörpert darin die ungarische Pflegehelferin Dorottya, die sich um den an Parkinson erkrankten Shakespeare-Darsteller Sir Michael Gifford, dargestellt von Brian Cox, kümmert und selbst Schauspielerin werden möchte. Gifford entwickelt sich dabei zum Mentor von Dorottya. Der Film hatte Anfang 2016 beim Palm Springs International Film Festival in Kalifornien Premiere, im Juni 2016 wurde er beim Edinburgh International Film Festival präsentiert, im August 2016 kam er in die englischen Kinos.
Ebenfalls 2016 spielte sie in der Verfilmung des Computerspiels Assassin’s Creed mit, Regie führte Justin Kurzel, der Film kam im Dezember 2016 in die Kinos.
2020 ist sie Jurymitglied der ungarischen Talentshow Virtuózok.
Ihr Geburtsname ist Helena, den Rufnamen Coco gab ihr ihr älterer Bruder.

## Filmografie (Auswahl)
- 2016: Shakespeare für Anfänger (The Carer, Regie: János Edelényi)
- 2016: Die Räuber (Fernsehfilm, Regie: Matthias Hartmann)
- 2016: Assassin’s Creed
- 2018: Oltári csajok – Deutschlehrerin[28]
- 2019: To the Boats (Kurzfilm)